# فرقة بانزر 21 (فيرماخت)
 كانت فرقة بانزر الحادية والعشرون فرقة مدرعة ألمانية اشتهرت بدورها في معارك حملة شمال إفريقيا من 1941-1943 أثناء الحرب العالمية الثانية عندما كانت واحدة من فرقتين مدرعتين شكلتا منهما الفيلق الأفريقي (DAK).

## ضباط القيادة
- كارل بوتشر